# Eustace Clare Grenville Murray
Eustace C. Grenville Murray (̈* 2. Oktober 1824; † 20. Dezember 1881 in Passy) war ein englischer Diplomat, Journalist und Satiriker. Er veröffentlichte viele seiner Schriften, sowohl Bücher als auch Zeitschriftenbeiträge, unter einem Pseudonym, etwa als The Roving Englishman, Silly Billy, Mark Hope oder (in seiner Pariser Zeit) Trois-Étoiles.

## Zum Namen
Sein Name erscheint, speziell in jüngeren englischen Texten, oft als Grenville-Murray (mit Bindestrich), jedenfalls dort, wo sein vollständiger Name genannt wird. Ansonsten wurde (und wird) er jedoch häufig nicht als „Grenville-Murray“, sondern nur als „Mr. Murray“ o. Ä. angeführt. So wird auch im Folgenden verfahren. Das Oxford Dictionary of National Biography (ODNB) listet ihn ebenfalls unter „Murray“, nicht unter „Grenville-Murray“ oder „Grenville“. Auch Murray selbst schrieb seinen Namen meistens ohne Bindestrich; zuweilen schrieb er ihn auch, recht eigensinnig, mit Doppelpunkt: „Grenville: Murray“. Der Familienname Clare, allem Anschein nach ein erfundener Name ohne erkennbaren Bezug zu seiner Mutter oder seinem Vater, wurde zunächst bei Murrays Geburt angegeben, um die Identität der Eltern zu verschleiern, weil es sich bei Murray um ein Kind aus einer außerehelichen Verbindung und – mit Blick auf seinen Vater – um einen illegitimen Sohn handelte. Diesen Namen verwendete Murray im späteren Leben nicht, verleugnete ihn aber auch nicht, indem er zuweilen als „C. Grenville(-)Murray“ firmierte.

## Leben und Werk
Murray wurde als illegitimer Sohn von Richard Temple-Nugent-Brydges-Chandos-Grenville, dem 1. Herzog von Buckingham and Chandos (1776–1839), in Buckinghamshire geboren, auch wenn in der Sekundärliteratur sehr oft (aber zu Unrecht) dessen gleichnamiger Sohn Richard Plantagenet Temple-Nugent-Brydges-Chandos-Grenville, der 2. Herzog von Buckingham (1797–1861), als Vater genannt wird. Über seine Mutter Emma Murray Mills, eine Schauspielerin, ist nichts Näheres bekannt. Murray war 1848 im Magdalen College (Oxford) eingeschrieben, machte aber, soweit bekannt, keinen Abschluss. Dennoch wurde er zwei Jahre später in den Inner Temple aufgenommen, eine der vier englischen Anwaltskammern. Aber noch im Jahr 1850 verließ er England und ging auf den Kontinent. In diesem Jahr veröffentlichte er auch seine ersten Texte in der von Charles Dickens herausgegebenen Wochenschrift Household Words.

### Diplomat und Reisejournalist (1851–1857)
Im Juli 1851 wurde er als Botschaftsattaché nach Wien entsandt, nachdem ihn sein Halbbruder (der 2. Herzog von Buckingham) in den diplomatischen Dienst gedrängt hatte und Lord Palmerston – britischer Außenminister seit 1846 – auf ihn aufmerksam geworden war. Gleichzeitig war Murray in die Dienste der Morning Post eingetreten, um über seine Zeit in Österreich journalistisch zu berichten. Das entsprach nicht dem Usus der Zeit, und Murray wurde, als in Wien seine Arbeitsvereinbarung mit der Zeitung bekannt wurde, vom dortigen Botschafter Lord Westmorland aus dem laufenden Betrieb der Botschaft ausgeschlossen; Palmerstons Einfluss verhinderte Schlimmeres. Tatsächlich soll Palmerston selbst von Murrays Korrespondententätigkeit gewusst haben, zumal die Morning Post allgemein als Zeitung galt, die pro-Palmerston ausgerichtet war.

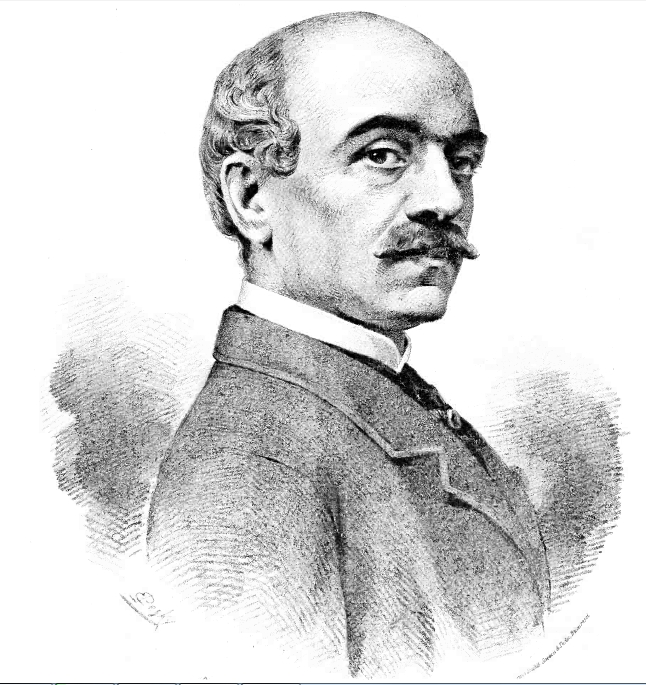
Vasile Alecsandri, der Sammler von rumänischen Volksliedern

Von April bis Oktober 1852 war Murray in Hannover tätig, bevor er am 19. Oktober nach Konstantinopel versetzt wurde. Dort kam er jedoch erst im März 1853 an. Sein Verhältnis zu Sir Stratford de Redcliffe Canning war von Anfang an so angespannt, dass er zwischen Oktober 1853 und Juli 1854 als Vertreter des dortigen Vizekonsuls nach Mytilene (Lesbos) abgeschoben wurde. Seine wohl erste Buchveröffentlichung, die während seiner Diplomatenzeit in der Türkei entstand, war eine Übersetzung von 33 kurzen Erzählungen und Balladen ins Englische, veröffentlicht als Doǐne; or, The National Songs and Legends of Roumania; doine ist der Plural von rumän. doină, „Volkslied“ oder „Ballade“. Das Buch enthält auch eine Reihe von Anmerkungen zu den Texten und sechs zu Noten gesetzte Melodien. Wie Murray selbst schreibt, vertrieb er sich mit diesen Übersetzungen die Zeit, als er im Sommer 1853 „invalided“ auf einer der Prinzeninseln bei Konstantinopel weilte. Murray, der bis dahin Rumänien nicht besucht hatte, korrespondierte mit einer Prinzessin aus der Ghica-Familie und hatte die Texte für seine Übersetzungen aus zwei Büchern von Vasile Alecsandri entnommen, die 1852 und 1853 erschienen waren.
Auf seinem diplomatischen Posten in Mytilene – auf der Insel Lesbos gegenüber der türkischen Ägäisküste – hatte er hingegen die Muße, weiterhin seine satirischen Reiseberichte „of a Roving Englishman“ (etwaː „eines englischen Vagabunden“) zu verfassen. Diese Texte erschienen zwischen 1854 und 1856 in Buchform, in drei Bänden, allesamt anonym veröffentlicht von einem Autor namens The Roving Englishman. Die meisten Kapitel waren aber bereits zuvor in der von Charles Dickens redigierten Zeitschrift Household Words erschienen (sowie im Einzelfall auch in anderen Zeitschriften), und zwar zwischen November 1851 und März 1856. Murrays Reiseberichte behandeln seine Erlebnisse in Deutschland, Frankreich, Griechenland und – am ausführlichsten – der Türkei (einschließlich der heute bulgarischen Teile der „Europäischen Türkei“ und der griechischen Inseln, damals ebenso türkisch). Sie umfassen auch die Zeit des Krimkriegs, aber es handelt sich nicht um eigentliche Kriegsberichterstattung, wie insbesondere der Titel des dritten Buches – Pictures from the Battle Fields – nahelegen könnte.

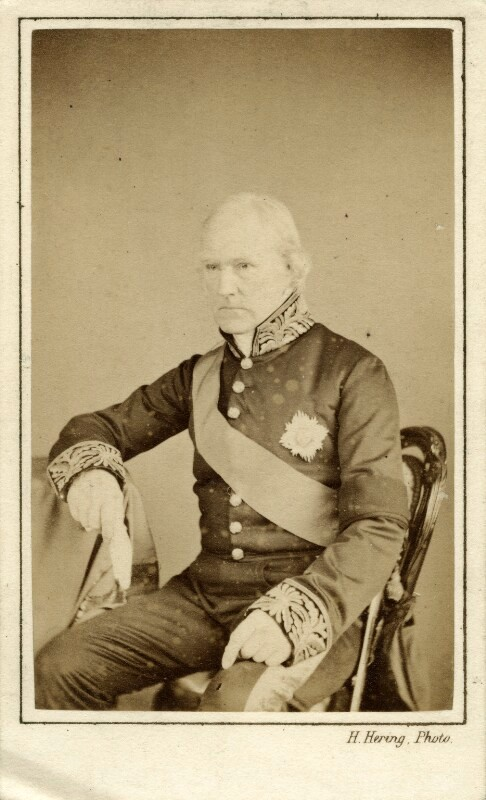
Stratford Canning, ca. 1860

In seinen satirischen Reiseberichten machte sich Murray u. a. über das Botschaftspersonal in Konstantinopel lustig, allen voran über Botschafter Stratford Canning, den er „Sir Hector Stubble“ nannte, also „Sir Hektor Stoppelbart“. Als Murray Ende Juni 1854 auf Lesbos abgelöst wurde und wieder an die Botschaft nach Konstantinopel zurückkehrte, eskalierte die Situation. Stratford kochte vor Zorn über Murray, und in London war es ein offenes Geheimnis, dass der englische Botschafter ihm früher oder später an den Kragen gehen oder selbst einem Wutanfall zum Opfer fallen würde. Lord Palmerston, der Murray weiterhin protegierte, mischte sich ebenfalls ein, und Murray wurde, um die Lage zu entschärfen, im Januar 1857 als „3. bezahlter Attaché“ zunächst der britischen Delegation in Teheran zugeteilt. Im Sommer 1858 wurde ihm dann der Posten des Generalkonsuls von Odessa übertragen, wo er im September 1858 eintraf.

### Generalkonsul in Odessa (1858–1868)
Murray blieb für die nächsten zehn Jahre in Odessa und schickte von dort viele Konsularberichte an das britische Foreign Office, die auch von modernen Historikern benutzt worden sind; diese Berichte beziehen sich v. a. auf wirtschaftliche und politische Vorgänge und können als Quelle für die Geschichte Odessas im 19. Jahrhundert dienen. Allerdings stritt er sich von Anfang an mit den dortigen britischen residents herum, die im Lauf der Jahre viele Eingaben gegen ihn an das Foreign Office richteten. Es scheint, dass er unzulässige Abgaben von den residents erhob und diese in die eigene Tasche steckte; Raymond A. Jones nannte Murray deshalb „den notorischen und korrupten Generalkonsul in Odessa, dessen Untaten in einem Blauen Buch detailliert verzeichnet wurden“. 1868 hatte Lord Derby, der damalige Außenminister, genug und zog Murray von Odessa ab. Murray kehrte nach England zurück, nach insgesamt siebzehn Jahren im Ausland.

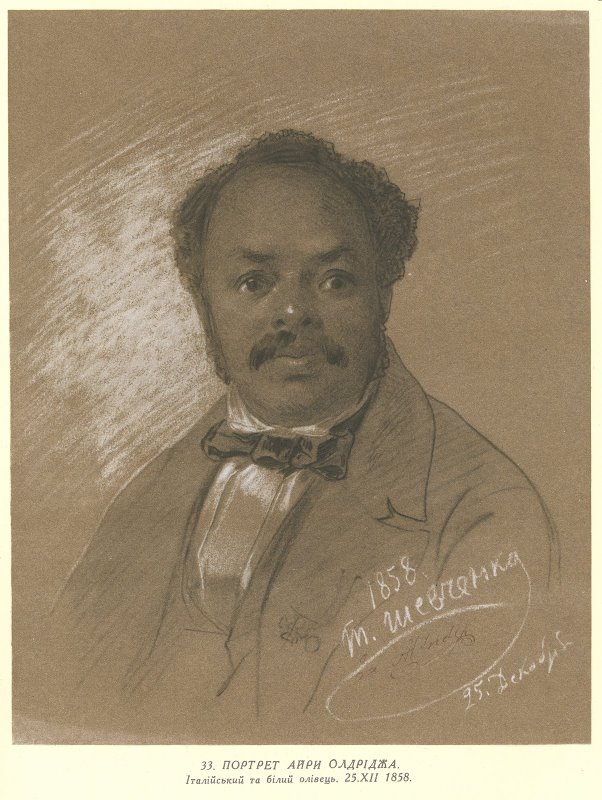
Ira Aldridge, 1858 portärtiert von Taras Schewtschenko

Aus Murrays Lebensabschnitt in Odessa ist noch erwähnenswert, dass er dort im Januar/Februar 1866 mit dem afroamerikanischen Schauspieler Ira Frederick Aldridge bekannt wurde, der Odessa auf seiner Reise nach Konstantinopel besuchte. Murray erlebte ihn in Odessa in der Rolle des Shylock in Shakespeares Kaufmann von Venedig und war begeistert; am 2. Februar schrieb er einen Dankesbrief an Aldridge, in dem er sich für seine Darstellung „des halb-orientalischen Juden“ bedankte und dann noch äußerte, wie „unangenehm doch einige Passagen dieser Rolle für die wohlhabenden Juden in unserer Zeit sein müssen, die doch alle Geheimnisse und Konzilien dieser Welt beherrschen“. Murray hatte schließlich noch die Idee, den Schädel Aldridges für eine phrenologische Untersuchung vermessen zu lassen, und teilte anschließend die Ergebnisse dem American Phrenological Journal mit, das eine Analyse abdruckte. Aldridge blieb noch etwa sechs Wochen in Odessa, aber es nicht bekannt, ob er nochmals mit Murray in Kontakt kam.

### Intermezzo in England (1868–1869)

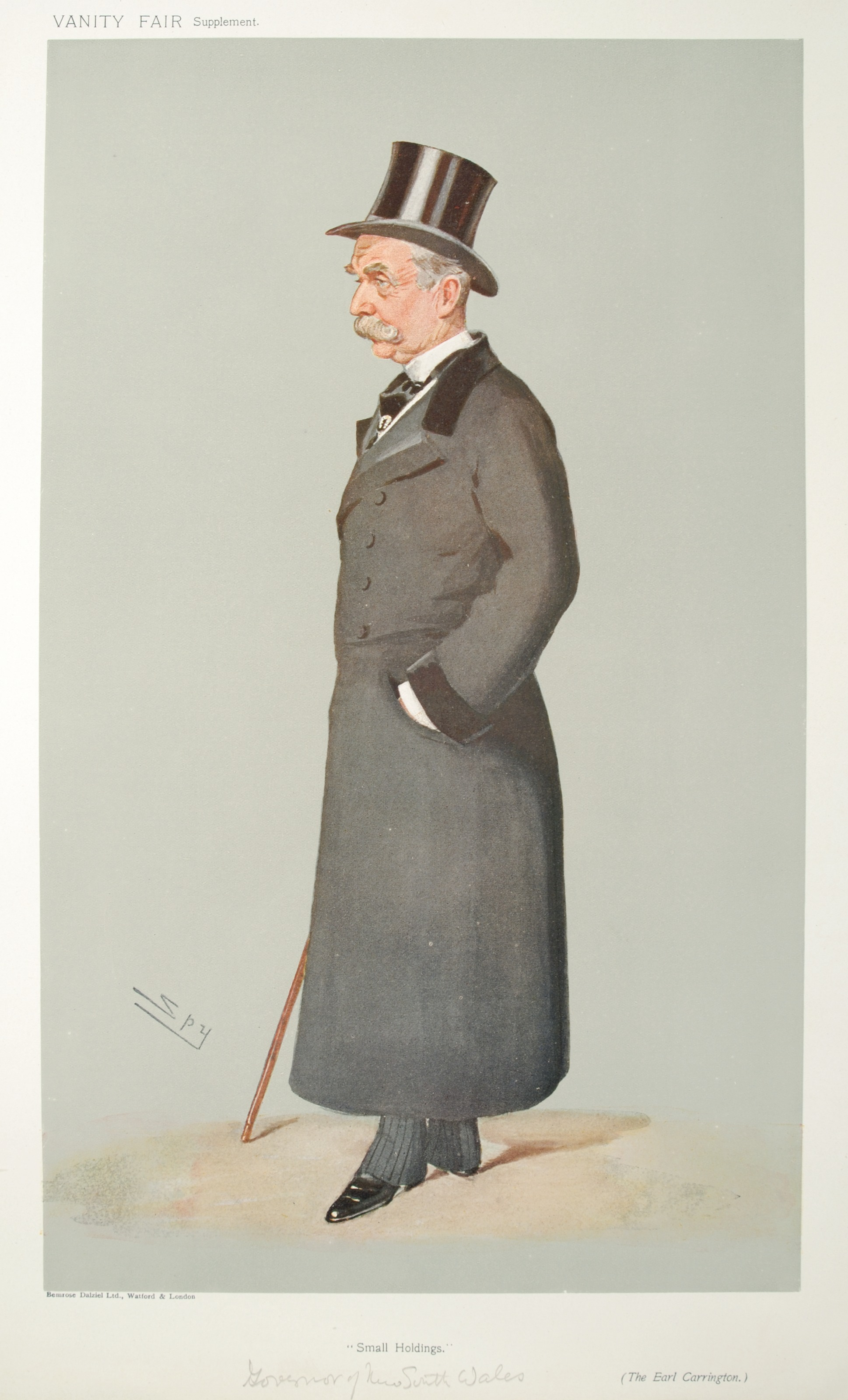
Lord Carrington (Vanity Fair, 1907)

Im Jahr nach seiner Rückkehr aus Odessa, 1869, gründete Murray in London eine Wochenzeitschrift namens The Queen’s Messenger, die vor allem Gesellschaftsnachrichten in einer üblicherweise satirischen Art und Weise kommentierte; dieses Magazin war „polemisch, auf Persönliches gerichtet, unfair und respektlos“. Murray polemisierte auf dessen Seiten auch gegen das Personal in der Verwaltung des Foreign Office, dem er vorwarf, seine Entlassung in Odessa bewirkt zu haben; sein Zorn richtete sich speziell gegen John Bidwell Junior, einen Beamten im Foreign Office. Aber auch sonst machte er sich mit seinem Stil und seinen Indiskretionen, die er veröffentlichte, viele Feinde und wurde heftig angefeindet. Am 22. Juni 1869 wurde er von Lord Carrington am Eingang des Conservative Club in London mit einer Reitpeitsche geschlagen, weil er dessen Vater Robert Carrington in einem Artikel durch Indiskretionen beleidigt haben sollte. Murray prozessierte gegen Carrington und bekam Recht, gleichzeitig aber hatte er – entgegen den Tatsachen – behauptet, nicht der Autor des beleidigenden Artikels gewesen zu sein, und wurde in der Folge des Meineids überführt; ein von Carrington angestifteter Einbruch in die Redaktionsräume des Queen’s Messenger soll den Beweis erbracht haben, dass Murray den Artikel geschrieben hatte. Daraus ergab sich ein neuer Prozess, doch bevor die Gerichtssache weitergeführt werden konnte, entschloss sich Murray zur Flucht und noch im Juli 1869 siedelte er nach Paris über. Damit kehrte er England endgültig den Rücken, und er sollte nicht wieder dorthin zurückkehren. Im August 1870 wurde er in Abwesenheit in London für bankrott erklärt.

### Die Jahre in Paris (1869–1881)
In Paris nahm er den Titel Comte de Rethel d’Aragon an, den er durch die Heirat mit einer spanischen Adligen erlangt hatte. Seit 1874 arbeitete er – von Frankreich aus – zusammen mit Edmund Yates an der Zeitschrift The World, die beide zusammen gegründet hatten. The World schrieb englische Pressegeschichte durch die investigativen Reportagen, die in ihr erschienen, aber auch durch die in ihr veröffentlichten gezielten Indiskretionen und Enthüllungen; Fokus der meisten, oft satirischen Beiträge waren Neuheiten oder Skandale aus der britischen Oberschicht.
Murray blieb während seiner Zeit in Paris weiterhin schriftstellerisch tätig und verfasste (auf Englisch) zahlreiche Essays, satirische Gesellschaftsstudien und einige Romane. Außerdem war er für die Londoner Daily News und die Pall Mall Gazette als Korrespondent tätig; andere Beiträge erschienen in der Wochenzeitschrift Illustrated London News.
Murray starb in Passy (Paris) am 20. Dezember und wurde dort am 24. Dezember begraben. Seine Witwe veröffentlichte nach seinem Tod noch mehrere seiner Bücher, nicht zuletzt die 1883 erschienenen Memoiren People I Have Met ("Leute, denen ich begegnet bin").

## Würdigung
In der Geschichte des modernen englischen Journalismus gilt Murray als typischer Vertreter des respektlosen, wenn auch stets witzigen und geistreichen Gesellschaftskolumnisten und Essayisten, dem nichts heilig war, am allerwenigsten staatliche Autoritäten, offizielle Institutionen und die Konventionen oder Vorlieben der britischen Oberschicht. Dass er in seinen vielen Zeitschriftenbeiträgen insbesondere dem gossip frönte und dazu beitrug, Society-Klatsch medienfähig zu machen, hat in der englischen Pressegeschichte nachhaltige Spuren hinterlassen. Höhepunkt seines Werks sind jedoch seine beißend-satirischen Reisereportagen aus den Jahren 1854–1856, die an Sprachwitz, Esprit und Scharfzüngigkeit den Reportagen seines heute berühmteren Kollegen und Zeitgenossen Mark Twain in nichts nachstehen.

## Schriften

### Bücher

#### Reise- und Länderreportagen
- 1853 (anonym): From Mayfair to Marathon. Richard Bentley, London 1853 (books.google.de).
- 1854 (als “The Roving Englishman”)ː The Roving Englishman. G. Routledge & Co., London; archive.org (books.google.de).
- 1855 (als “The Roving Englishman”)ː Turkey; Being Sketches from Life by The Roving Englishman. G. Routledge & Co., London (HathiTrust).
  - stark überarbeitete Neuausgabe 1877 unter dem Titel Turkey Being Sketches from Life. A New Edition (siehe unten)
- 1856 (als “The Roving Englishman”)ː Pictures from the Battle Fields. By “The Roving Englishman”. G. Routledge & Co., London. 2. Auflage 1855 (books.google.de)
- 1877 (als “The Roving Englishman”)ː Turkey, Being Sketches from Life by the Roving Englishman. Reprinted in Part from „Household Words“, with Numerous Additions. A New Edition; archive.org (books.google.de).
  - Französische Ausgabeː Les Turcs chez les Turcs. Übers.: J. Butler. Maurice Dreyfous, Paris 1878 (books.google.de)
  - Italienische Ausgabe: Bozzetti turchi. Perussia & Quadrio, Mailand 1879.
- 1878 (anonym)ː The Russians of To-Day. London: Smith, Elder & Co., London; archive.org.
  - The Russians of To-day. Copyright Edition. Bernhard Tauchnitz, Leipzig 1878; archive.org.
  - Französische Ausgabeː Les Russes chez les Russes. Übers.: J. Butler. Parisː Maurice Dreyfous 1878
  - Deutsche Ausgabe: Die Russen der Gegenwart. Mit Genehmigung des Verfassers übersetzt von H. von Wobeser. Quandt & Händel, Leipzig.
- 1878ː Round about France. Macmillan & Co., London; archive.org.

#### Gesellschaftssatiren und -romane, Society-Reportagen
- 1853: Walter Evelyn; or, The Long Minority. 3 Bände. Richard Bentley, London.
- 1871 (als „Trois-Etoiles“)ː The Member for Paris: A Tale of the Second Empire. 3 Bände. Smith, Elder & Co., London; Band I archive.org – Band III archive.org.
  - Copyright Edition. Leipzig. Bernhard Tauchnitz 1871
  - Französische Ausgabeː Un député de Paris. Calmann Lévy, Paris 1876.
- 1872 (anonym)ː Men of the Second Empire. Smith, Elder & Co., London.
- 1873 (anonym)ː Men of the Third Republic. Strahan & Co., London; archive.org.
  - Russische Ausgabe (anonym)ː Lyudi tret'ey respubliki (люди третьей республики). V. Tuschnowa, St. Petersburg 1873.
  - US-amerikanische Ausgabe (anonym): The Men of the Third Republic; or, the Present Leader of France. Reprinted from the London Daily News. Porter & Coates, Philadelphia; archive.org.
- 1873 (anonym): The Coming K––. A Set of Idyll Lays. Strahan & Co., London. Die Autorschaft ist umstritten; archive.org.
- 1874 (anonym): Young Brown or the Law of Inheritance. 3 Bände. Smith, Elder & Co., London; Band I archive.org – Band II archive.org – Band III archive.org.
  - (als „Trois-Etoiles“:) Copyright Edition. 2 Bände. Bernhard Tauchnitz, Leipzig.
- 1875 (anonym): The Boudoir Cabal. 3 Bände. Smith & Elder, London.
  - (als „Grenville Murray“:) The Boudoir Cabal. A Novel of Society. Canadian Copyright Edition. Rogers & Larminie, Toronto 1875; archive.org.
  - (als „Trois-Etoiles“:) The Boudoir Cabal. Copyright Edition. 3 Bände. Bernhard Tauchnitz, Leipzig 1876.
- 1876 (anonym)ː French Pictures in English Chalk. Smith, Elder & Co., London; archive.org.
  - Copyright Edition in 2 Bänden. Bernhard Tauchnitz, Leipzig 1876; Band I archive.org – Band II archive.org.
- 1876 (als „Silly Billy“:)ː Strange Tales. From „Vanity Fair“. Vanity Fair Office, London.
  - (als „E.C. Grenville: Murray“:) Copyright Editionː Bernhard Tauchnitz, Leipzig 1878; archive.org.
- 1878ː French Pictures in English Chalk (Second Series). Smith, Elder & Co., London.
  - Copyright Edition. 2 Bände. Bernhard Tauchnitz, Leipzig 1878; archive.org.
- 1879 (anonym)ː That Artful Vicar. The Story of What a Clergyman Tried to Do for Others and Did for Himself. 2 Bände. Smith, Elder & Co., London; Band I archive.org – Band II archive.org.
- 1879 (als „Mark Hope“): Dark and Light Stories. Chapman & Hall, London; hdl:2027/uiug.30112052944201
- 1880 (als „Mark Hope“): The Prodigal Daughter. A Story of Female Prison Life. George Routledge and Sons, London; archive.org.
- 1881ː Side-Lights on English Society, or Sketches from Life, Social & Satirical. 2 Bände. Vizetelly & Co., London; Band I archive.org – Band II archive.org. Second edition: 1883; archive.org.
- 1881 (anonym)ː Six Months in the Ranks; or, the Gentleman Private. Smith, Elder & Co., London; archive.org.
- 1881 (zusammen mit B. Mounteney Jephson, H. Saville Clarke u. a.): The Social Zoo; Being Satirical, Social and Humorous Sketches of Our Gilded Youth, Nice Girls, Noble Lords, Flirts, and Our Silvered Youth. First Series. Vizetelly & Co., London; archive.org.

#### Verschiedenes
- 1853ː Droits et devoirs des envoyés diplomatiques. Documens recueillis et arrangés. Richard Bentley, London (books.google.de).
- 1854ː Doǐne; or, The National Songs and Legends of Roumania. Smith, Elder & Co., London. Nochmals veröffentlicht 1859 unter dem Titel The National Songs and Legends of Roumania. Smith, Elder & Co., London (books.google.de).
- 1855 (als “The Roving Englishman”): Embassies and Foreign Courts. A History of Diplomacy. G. Routledge & Co., London (books.google.de).
  - 2. Ausgabe: 1856; archive.org.
- 1857 (anonym:) The Press and the Public Service. By a Distinguished Writer. G. Routledge & Co., London; archive.org (Google).
- 1877: Narrative of an Appeal to the Crown in 1877. An Episode of English History. Laloux & Guillot, Paris.

#### Posthum erschienene Schriften
- 1883ː People I Have Met. Vizetelly & Co., London; archive.org.
- 1884: High Life in France under the Republic. Social and Satirical Sketches in Paris and the Provinces. Vizetelly & Co., London.
  - 3. Auflage 1887: Vizetelly & Co., London; archive.org.
- 1885: Imprisoned in a Spanish Convent: An English Girl’s Experiences. With Other Narratives and Tales. Vizetelly & Co., London.
- 1886ː Under the Lens: Social Photographs. With nearly 300 Engravings. 2 Bände. Vizetelly & Co., London.
- 1887: Jilts, and Other Social Photographs. Illustrated with 100 Engravings. Vizetelly & Co., London; archive.org.
- 1887ː Spendthrifts, and Other Social Photographs. Illustrated with 150 Engravings. Vizetelly & Co., London; archive.org.
- 1895 (als „Trois-Etoiles“): L’Académie de Médecine Rimée. Passé et prèsent. Impr. V. Goupy, G. Maurin, Paris; archive.org.
- 1895: Queer Stories from Truth. Third Series. Swan Sonnenschein, Lowrey & Co.; archive.org.

### Zeitschriftenbeiträge

#### InHousehold Words(1850–1856)
1. (anonym, Co-Autor:) Railway Comfort. In: Household Words, 3. August 1850, Nr. 19, S. 449–450 (Dickens Journals Online)
2. (anonym, Co-Autor:) The Strangers’ Leaf for 1851. In: Household Words, 24. August 1850, Nr. 22, S. 515–517 (Dickens Journals Online)
3. (anonym, Co-Autor:) Foreigners’ Portraits of Englishmen. In: Household Words, 21. September 1850, Nr. 26, S. 601–604 (Dickens Journals Online)
  - Noch gedruckt in: Nelson Examiner and New Zealand Chronicle, Nr. 482 (31. Mai 1851) (Scan)
4. (Co-Autor:) German Advertisements. In: Household Words, 5. Oktober 1850, Nr. 28, S. 33–35 (Dickens Journals Online)
5. (anonym:) A German Picture of the Scotch. In: Household Words, 12. Oktober 1850, Nr. 29, S. 71 f. (Dickens Journals Online)
  - Noch gedruckt in: Harper’s New Monthly Magazine, Ausgabe vom Dezember 1850
6. (anonym:) Domestic Servants in Austria. In: Household Words, 5. April 1851, Nr. 54, S. 42 f. (Dickens Journals Online)
7. (Co-Autor:) Common-Sense on Wheels. In: Household Words, 12. April 1851, Nr. 55, S. 61–66
8. (Co-Autor:) Cheap Pleasures – A Gossip. In: Household Words, 24. Mai 1851, Nr. 61, S. 201–203
9. (anonym, Co-Autor:) A Black Eagle in a Bad Way. In: Household Words, 22. November 1851, Nr. 87, S. 193–195 [Ein Bericht aus Wien] (Dickens Journals Online)
  - Noch gedruckt in: Harper’s New Monthly Magazine, Ausgabe vom Januar 1852, S. 217 f. (UNZ)
10. (“A Roving Englishman”:) Benighted, Out Shooting. In: Household Words, 29. November 1851, Nr. 88, S. 221–224
11. (“A Roving Englishman”:) The Apple-Green Spencer, Gastein Baths. In: Household Words, 20. Dezember 1851, Nr. 91, S. 299–301
12. (“The Roving Englishman”:) A Masked Ball, Advertisements. In: Household Words, 3. Januar 1852, Nr. 93, S. 358–360
13. (“The Roving Englishman”:) In Praise of Salad. In: Household Words, 17. Januar 1852, Nr. 95, S. 406–408
14. (“The Roving Englishman”:) A Brace of Blunders. In: Household Words, 24. Januar 1852, Nr. 96, S. 431 f.
15. (“The Roving Englishman”:) Concerning a Pair of Demons. In: Household Words, 21. Februar 1852, Nr. 100, S. 514–517
16. (anonym:) Nobility in Spain. In: Household Words, 27. März 1852, Nr. 105, S. 38–41
17. (anonym:) A Primitive People. In: Household Words, 17. April 1852, Nr. 108, S. 104–106 [Über Siebenbürgen bzw. Transylvanien]
18. (“The Roving Englishman”:) A Ramble to Rehburg. In: Household Words, 14. August 1852, Nr. 125, S. 522–524
19. (anonym:) Hoary Abuses. In: Household Words, 18. September 1852, Nr. 130, S. 10 f.
20. (anonym:) A Cheap Dinner. In: Household Words, 25. September 1852, Nr. 131, S. 35 f.
21. (“The Roving Englishman”:) A Golden Wedding. In: Household Words, 25. September 1852, Nr. 131, S. 46–48
22. (“The Roving Englishman”:) A German Joe Miller. In: Household Words, 23. Oktober 1852, Nr. 135, S. 142–144
23. (“The Roving Englishman”:) His Hints to Travellers. In: Household Words, 13. November 1852, Nr. 138, S. 211–214
24. (“The Roving Englishman”:) His Philosophy of Dining. In: Household Words, 20. November 1852, Nr. 139, S. 231–233
25. (“The Roving Englishman”:) On Horseback. In: Household Words, 11. Dezember 1852, Nr. 142, S. 309–312
26. (“The Roving Englishman”:) With a Baron Much Interested in Him. In: Household Words, 18. Dezember 1852, Nr. 143, S. 333–336 [Eine Schilderung aus Dresden]
27. (“The Roving Englishman”:) A Few More Hints. In: Household Words, 25. Dezember 1852, Nr. 144, S. 358–360
28. (“The Roving Englishman”:) Travelling Servants, Yachting. In: Household Words, 22. Januar 1853, Nr. 148, S. 453–456 (Dickens Journals Online)
29. (“The Roving Englishman”:) Cares of State. In: Household Words, 29. Januar 1853, Nr. 149, S. 478–480 (Dickens Journals Online)
30. (“The Roving Englishman”:) Monsieur le Curé, Ma Soeur, the Governess. In: Household Words, 5. März 1853, Nr. 154, S. 20–22 (Dickens Journals Online)
31. (“The Roving Englishman”:) The Great Do. In: Household Words, 19. März 1853, Nr. 156, S. 67–72 (Dickens Journals Online)
32. (“The Roving Englishman”:) After the Boars. In: Household Words, 2. April 1853, Nr. 158, S. 118–120
33. (“The Roving Englishman”:) Beautiful Naples. In: Household Words, 28. Mai 1853, Nr. 166, S. 302–305 (Dickens Journals Online)
34. (“The Roving Englishman”:) Diplomacy. In: Household Words, 18. Juni 1853, Nr. 169, S. 373–375 (Dickens Journals Online)
35. (“The Roving Englishman”:) A Canter with Polychronopulos. In: Household Words, 16. Juli 1853, Nr. 173, S. 472–475 (Dickens Journals Online)
36. (“The Roving Englishman”:) At Constantinople. In: Household Words, 29. Oktober 1853, Nr. 188, S. 204–207 (Dickens Journals Online)
37. (“The Roving Englishman”:) And the Prince de Vendome. In: Household Words, 10. Dezember 1853, Nr. 194, S. 355–360 (Dickens Journals Online)
38. (“The Roving Englishman”:) A Greek Feast. In: Household Words, 24. Dezember 1853, Nr. 196, S. 393–397 (Dickens Journals Online)
39. (“The Roving Englishman”:) Greek Easter at Constantinople, A Defence of Fleas. In: Household Words, 31. Dezember 1853, Nr. 197, S. 415–417.(Dickens Journals Online)
40. (“The Roving Englishman”:) A Greek Carnival, Old Domestic Intelligence. In: Household Words, 9. September 1854, Nr. 233, S. 77–83 (Dickens Journals Online)
41. (anonym:) On her Majestyʼs Service. In: Household Words, 7. Januar 1854, Nr. 198, S. 433–437 (Dickens Journals Online)
42. (anonym:) On her Majestys’s Service Again. In: Household Words, 28. Januar 1854, Nr. 201, S. 523 f. (Dickens Journals Online)
43. (“The Roving Englishman”:) Education in Turkey. In: Household Words, 11. März 1854, Nr. 207, S. 79 f. (Dickens Journals Online)
44. (“The Roving Englishman”:) Captain Jorgey. In: Household Words, 18. März 1854, Nr. 208, S. 102–104 (Dickens Journals Online)
  - udT „The Dupe and the Duper“ anonym auch veröffentlicht in Harper’s New Monthly Magazine (New York), Nr. 48 (Ausgabe vom Mai 1854)
45. (“The Roving Englishman”:) Greek Fire. In: Household Words, 25. März 1854, Nr. 209, S. 132–134 (Dickens Journals Online)
46. (“The Roving Englishman”:) Free Quarters. In: Household Words, 15. April 1854, Nr. 212, S. 206–209 (Dickens Journals Online)
47. (“The Roving Englishman”:) The Cadi, Britons in Turkey. In: Household Words, 29. April 1854, Nr. 214, S. 254–257 (Dickens Journals Online)
48. (anonym:) My Cavass and I. In: Household Words, 13. Mai 1854, Nr. 216, S. 306–308 (Dickens Journals Online)
49. (“The Roving Englishman”:) A Greek Girl. In: Household Words, 20. Mai 1854, Nr. 217, S. 321–323 (Dickens Journals Online)
50. (“The Roving Englishman”:) Regular Turks. In: Household Words, 27. Mai 1854, Nr. 218, S. 349–352 (Dickens Journals Online)
  - Noch veröffentlicht in Kentucky Garland (Louisville), Nr. 3 vom Dezember 1854
51. (“The Roving Englishman”:) A Turkish Auctioneer. In: Household Words, 3. Juni 1854, Nr. 219, S. 362–364 (Dickens Journals Online)
52. (“The Roving Englishman”:) Greek Waters. In: Household Words, 10. Juni 1854, Nr. 220, S. 402–404 (Dickens Journals Online)
53. (“The Roving Englishman”:) The Pasha. In: Household Words, 1. Juli 1854, Nr. 223, S. 462–464 (Dickens Journals Online)
54. (anonym:) Her Majesty’s Consular Service. In: Household Words, 8. Juli 1854, Nr. 224, S. 482–487 (Dickens Journals Online)
55. (“The Roving Englishman”:) Village Diplomatists, The Schoolmaster and His Lesson. In: Household Words, 15. Juli 1854, Nr. 22, S. 510–513 (Dickens Journals Online)
56. (“The Roving Englishman”:) The Bin-Baschee. In: Household Words, 22. Juli 1854, Nr. 226, S. 542 f. (Dickens Journals Online)
57. (“The Roving Englishman”:) Hadji Hassan. In: Household Words, 29. Juli 1854, Nr. 227, S. 556–558 (Dickens Journals Online)
58. (“The Roving Englishman”:) The Sea Captain and His Ship. In: Household Words, 12. August 1854, Nr. 229, S. 606–608 (Dickens Journals Online)
59. (“The Roving Englishman”:) Dolma Bakjah, A Turkish Bath. In: Household Words, 2. Dezember 1854, Nr. 245, S. 369–373 (Dickens Journals Online)
60. (“The Roving Englishman”:) The Saucy Arethusa. In: Household Words, 9. Dezember 1854, Nr. 246, S. 396 f. (Dickens Journals Online)
61. (“The Roving Englishman”:) Army Interpreters. In: Household Words, 16. Dezember 1854, Nr. 247, S. 431 f. (Dickens Journals Online)
62. (“The Roving Englishman”:) A Roadside Picture, Locusts. In: Household Words, 30. Dezember 1854, Nr. 249, S. 477–480 (Dickens Journals Online)
  - Der zweite Teil udT „Locusts in the East“ anonym auch veröffentlicht in Harper’s New Monthly Magazine (New York), Nr. 58 (Ausgabe vom März 1855)
63. (“The Roving Englishman”:) At the Pera Theatre. In: Household Words, 27. Januar 1855, Nr. 253, S. 570–572 (Dickens Journals Online)
  - udT „Opera in Constantinople“ auch gedruckt in Musical World (New York), Nr. 8 (24. Februar 1855), S. 90 f.
64. (“The Roving Englishman”:) Very Cold at Bucharest, The Theatre, The Terrible Officer. In: Household Words, 24. Februar 1855, Nr. 257, S. 82–85 (Dickens Journals Online)
65. (“The Roving Englishman”:) From Constantinople to Varna. In: Household Words, 10. März 1855, Nr. 259, S. 142–144 (Dickens Journals Online)
66. (“The Roving Englishman”:) From Varna to Balaklava. In: Household Words, 17. März 1855, Nr. 260, S. 153–157 (Dickens Journals Online)
67. (“The Roving Englishman”:) A Dinner in Camp. In: Household Words, 24. März 1855, Nr. 261, S. 191 f. (Dickens Journals Online)
68. (“The Roving Englishman”:) From Varna to Rustchuk. In: Household Words, 28. April 1855, Nr. 266, S. 307 f. (Dickens Journals Online)
69. (“The Roving Englishman”:) A Bulgarian Post-House. In: Household Words, 5. Mai 1855, Nr. 267, S. 335 f. (Dickens Journals Online)
70. (“The Roving Englishman”:) Rustchuk. In: Household Words, 2. Juni 1855, Nr. 271, S. 427–429 (Dickens Journals Online)
71. (“The Roving Englishman”:) The Passage of the Danube. In: Household Words, 16. Juni 1855, Nr. 273, S. 465–468 (Dickens Journals Online)
72. (“The Roving Englishman”:) From Giurgevo to Bucharest. In: Household Words, 14. Juli 1855, Nr. 277, S. 558–561 (Dickens Journals Online)
73. (“The Roving Englishman”:) From Bucharest to Kraiova. In: Household Words, 1. September 1855, Nr. 284, S. 109–112 (Dickens Journals Online)
74. (anonym:) Holiday Quarters. In: Household Words, 29. September 1855, Nr. 288, S. 214–216 (Dickens Journals Online)
75. (“The Roving Englishman”:) From Kraiova to London. In: Household Words, 20. Oktober 1855, Nr. 291, S. 282–284 (Dickens Journals Online)
76. (“The Roving Englishman”:) In Belgium. In: Household Words, 27. Oktober 1855, Nr. 292, S. 309–312 (Dickens Journals Online)
77. (anonym:) The Crown of Ionia. In: Household Words, 8. Dezember 1855, Nr. 298, S. 451–455 (Dickens Journals Online)
78. (“The Roving Englishman”:) Down the Danube. In: Household Words, 22. Dezember 1855, Nr. 300, S. 502–504 (Dickens Journals Online)
79. (“The Roving Englishman”:) The Show Officer. In: Household Words, 19. Januar 1856, Nr. 304, S. 22–29 (Dickens Journals Online)
80. (anonym:) The Sulina Mouth of the Danube. In: Household Words, 9. Februar 1856, Nr. 307, S. 73–77 (Dickens Journals Online)
81. (“The Roving Englishman”:) Messina. In: Household Words, 15. März 1856, Nr. 312, S. 214–216 (Dickens Journals Online)
82. (anonym:) Malines. In: Household Words, 29. März 1856, Nr. 314, S. 245–247 (Dickens Journals Online)
83. (anonym:) Turkish Contrasts. In: Household Words, 29. März 1856, Nr. 314, S. 263 f. (Dickens Journals Online)

#### In anderen Zeitschriften (1853–1854)
1. (anonym:) The Crisis in the Affairs of the Lord of Misrule. In: Bentley’s Miscellany, September 1853, Band 34, S. 324–327 [Der Text wurde bei der Redaktion von „Mrs. Murray“ eingereicht, ist aber zumindest in Teilen von ihrem Ehemann verfasst worden]
2. (anonym:) Greek Tricks. (A Chat About Them). In: Tait’s Edinburgh Magazine, Oktober 1854, S. 584–585.
  - Noch gedruckt in Turkey; Being Sketches from Life. 1855, S. 197–202.
3. (anonym:) The Present Sultan. By a Diplomatist Resident at Constantinople. In: Bentley’s Miscellany, Januar 1854, Band 35, S. 91–97 [Der Text wurde bei der Redaktion von „Mrs. Murray“ eingereicht, ist aber weitgehend von ihrem Ehemann verfasst worden].
4. (anonym:) Sketches from Life in Turkey: The Postman. In: Tait’s Edinburgh Magazine, Oktober 1854, S. 586–588.